# LG생명과학
LG생명과학은 의약품 분야와 정밀화학 분야의 사업을 영위하는 코스피 상장기업이다. 1981년 세워진 럭키 유전공학사업부가 전신이며, 1989년 안진제약을 인수합병하여 럭키제약으로 사명을 바꾸다가 1991년 럭키 의약품사업부로 합병되었다. 1995년 LG화학의약품사업부를 거쳐 LGCI로, 2002년에 LG생명과학으로 상호를 변경하였다. 2017년 현재 LG화학 생명과학사업본부로 합병되었다.

## 제품 및 매출구성
의약품으로는 성장호르몬제, 당뇨신약 등의 제품이 있고, 정밀화학 분야에서는 주로 농약 원료 등을 만든다. 매출 구성은 의약품이 80%, 정밀화학이 20% 가량이다.

## 규모 및 실적
2014년 현재 시가총액은 6,000억원 안팎이며, 2013년까지는 수십억대의 당기순이익을 내 왔으나 2014년 당기순이익은 -20억원으로 적자로 전환되었다. 2014년 9월, KDB대우증권은 LG생명과학의 실적 부진을 이유로 투자 의견을 하향하기도 했다. 그러나 2015년 흑자로 전환되었다.

## 참고 문헌
1. ↑  LG생과 목표가·투자의견↓…상반기 실적 저조-대우, 머니투데이 2014.09.05